# Ulysse Darracq
Pour les articles homonymes, voir Darracq (homonymie).
Ulysse Pierre Dalcan Darracq, né en octobre 1798 à Dax et mort le 12 janvier 1872 à Bayonne, est un botaniste, pharmacien et naturaliste français.

## Biographie
Ulysse Darracq naît en octobre 1798 à Dax, mais sa date de naissance demeure incertaine : différentes sources évoquent le 10, le 18, le 19 ou le 20. Il étudie au collège impérial de Dax puis devient élève en pharmacie à Dax, chez Barthélémy Serres, le père d'Hector Serres, puis chez un oncle au Mans puis à Paris. Il devient pharmacien le 2 novembre 1829 et ouvre une pharmacie à Saint-Esprit. En parallèle de cette activité, il étudie les plantes et les poissons et les oiseaux des Landes et des Pyrénées Atlantiques.
Il fonde en 1856 le musée d'histoire naturelle de Bayonne à partir de ses collections personnelles, et en devient le premier conservateur.

## Hommages
- Rue Ulysse Darracq, Bayonne.

## Œuvre

### Ouvrages
- Catalogue du département des Landes et des Pyrénées occidentales, 1836
- Liste méthodique des poissons des eaux douces et salées des environs de Bayonne, 1836
- Notice sur la flore de nos environs, 1850
- Guide du voyageur de Bayonne à Saint-Sébastien,1850

### Découvertes
- Soldanella villosa, 1850
- Iris bayonnensis, 1855
- Scorzonera humifusa, 1858
- Lepidium majus, 1869